# Nutzungsplan
Der Nutzungsplan ist ein Instrument der Schweizer Raumplanung zur allgemeinverbindlichen und parzellenscharfen Regelung der Bodennutzung. Der geläufige Begriff Nutzungsplanung bezeichnet die Gesamtheit respektive Erstellung mehrerer Nutzungspläne.
Die wesentlichen Eigenschaften der Nutzungspläne werden durch das Raumplanungsgesetz (RPG) definiert. Grundsätzlich sind Nutzungspläne Sache der Gemeinden, allerdings können auch Kantone (Art. 18 Abs. 1 RPG) und der Bund (Art. 37) Nutzungspläne aufstellen. Die Nutzungspläne der Gemeinden werden in Rahmen- und Sondernutzungspläne unterteilt, dies jedoch ohne bundesrechtliche Grundlage.